# Collesano

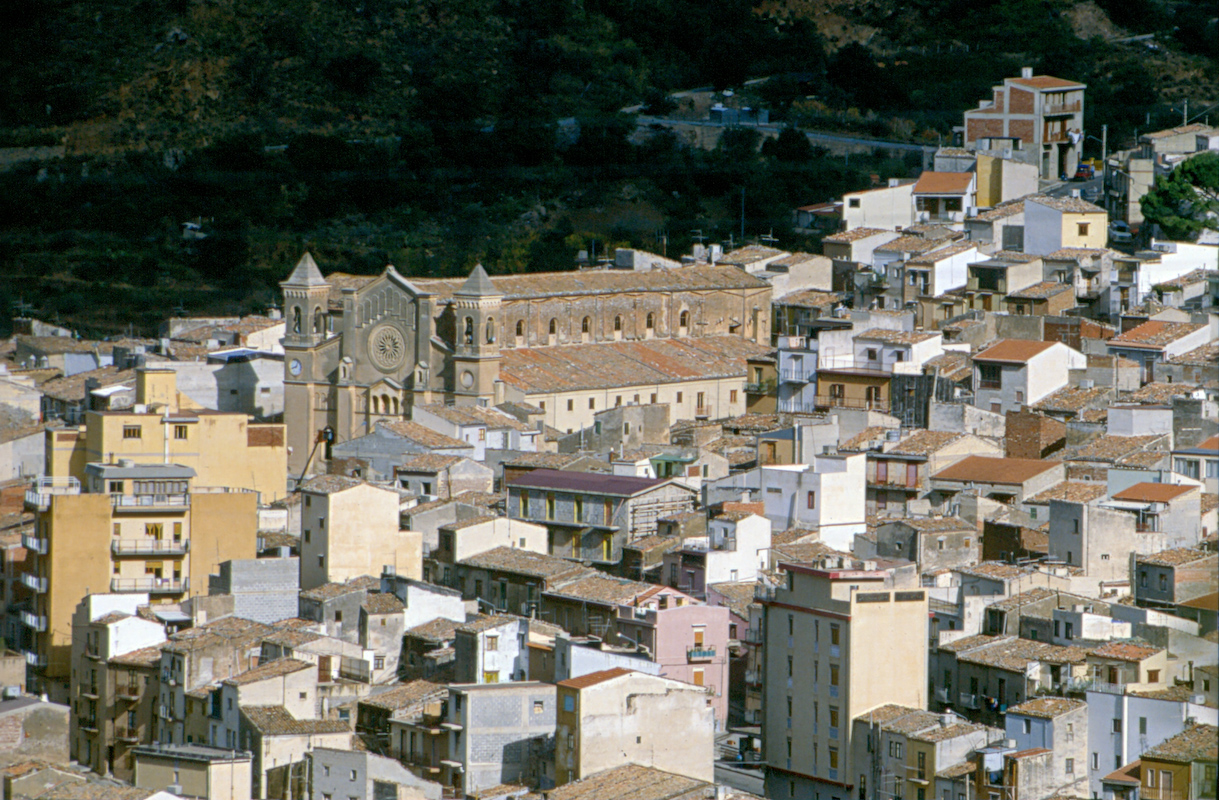
Blick auf Collesano

Collesano ist eine Stadt der Metropolitanstadt Palermo in der Region Sizilien in Italien mit 3654 Einwohnern (Stand 31. Dezember 2023).

## Lage und Daten
Collesano liegt 69 km östlich von Palermo etwa 10 km von der Mittelmeerküste entfernt. Die Einwohner arbeiten hauptsächlich in der Landwirtschaft.
Die Nachbargemeinden sind Campofelice di Roccella, Cerda, Gratteri, Isnello, Lascari, Scillato und Termini Imerese.

## Geschichte
Der Ort entwickelte sich um ein Normannenkastell herum, das im 12. Jahrhundert erbaut wurde. Die Stadt Collesano war Lehen der Familie Siracusa, einer alten spanischen Familie, die mit Peter III. von Aragonien nach Sizilien kam. Aufgrund der Erbfolge kam Collesano nach der Heirat von Bernardo Siracusa mit Hilaria Ventimiglia zum Herrschaftsgebiet dieser Familie. Francesco I. Ventimiglia war der erste Graf von Collesano.

## Sehenswürdigkeiten
- An das zwischen 1906 und 1977 gefahrene Autorennen Targa Florio wird in Collesano in einem Museum erinnert.[2]

weitere Sehenswürdigkeiten:
- Ruinen des Kastells aus dem 12. Jahrhundert
- Kirche und Kloster Santa Maria di Gesù an der Via Cavour aus dem 17. Jahrhundert
- Rathaus im ehemaligen Dominikanerkloster aus dem 16. Jahrhundert
- Marienkirche aus dem 15. Jahrhundert, seitdem mehrfach verändert, mit einem Gemälde der Santa Rosalia von Pietro Novelli
- Kirche Santa Maria, die älteste Kirche, erbaut im 12. Jahrhundert, umgebaut im 15. Jahrhundert mit einer Marienstatue von Antonello Gagini

## Belege
1. ↑  Bilancio demografico e popolazione residente per sesso al 31 dicembre 2023. ISTAT. (Bevölkerungsstatistiken des Istituto Nazionale di Statistica, Stand 31. Dezember 2023).
2. ↑  Museo Targa Florio Collesano